# Hatik
Hatik, pseudonimo di Clément Penhoat (Chevreuse, 10 luglio 1992), è un rapper, cantante e attore francese di origine guianese. Nel 2020 ha ottenuto il ruolo da protagonista nella serie televisiva di Franck Gastambide Validé.

## Biografia
Clément Penhoat nasce a Chevreuse e cresce a Guyancourt, nel dipartimento di Yvelines. Sin da ragazzo si interessa alla musica, e scrive i suoi primi testi all'età di 16 anni.

## Carriera
Nel 2014 pubblica il suo primo mixtape, America 2 - Connaissance et style, comprendente diversi brani scritti e rappati negli anni precedenti. Viene notato nel 2015 da Disiz che lo chiama per collaborare al remix del singolo La promesse, con Soprano, Youssoupha e Dinos.
Nel 2018 inizia il suo progettoChaise pliante, che lo rende noto al grande pubblico. Inizialmente una serie di freestyle, viene pubblicato nel 2019 come mixtape, e seguito da un sequel l'anno successivo, che vede la partecipazione di Hornet La Frappe, Jok'Air e Médine. Nel 2019 collabora inoltre con il canale Dailymotion alla realizzazione di una serie di video musicali, raccolti nell'EP Projet Berlin
Nel 2020 appare come attore protagonista nella serie televisiva Validé, diretta da Franck Gastambide per Canal+, incentrata sull'hip hop francese, della quale è anche autore di parte della colonna sonora. Alla serie partecipano anche altri rapper, come Kool Shen, Ninho e Rim'K. La serie riscuote un buon successo, e l'interpretazione di Hatik viene elogiata dalla critica.
Il suo primo doppio album in studio, Vague à l'âme, esce il 21 marzo 2021, e presenta le collaborazioni di Kalash, Meryl, Tiitof e Laylow. Il 12 maggio 2023 pubblica il suo secondo album, Niyya, composto da 17 brani. Il suo mixtape La vie de Tyler viene reso disponibile il 22 marzo 2024, ed è caratterizzato da sonorità più trap rispetto ai lavori precedenti.

## Discografia

### Album in studio
- 2021 – Vague à l'âme
- 2023 – Niyya
- 2024 – +1

### Mixtape
- 2014 – America 2 - Connaissance et style
- 2017 – Par le pire, pour le meilleur
- 2019 – Chaise pliante
- 2020 – Chaise pliante II
- 2024 – La vie de Tyler

### Extended play
- 2019 – Projet Berlin

## Filmografia

### Film
- 2023 – La Tour di Guillaume Nicloux
- 2023 – Dogman di Luc Besson

### Serie TV
- 2020 – Validé, di Franck Gastambide
- 2021 – Une mère parfaite di Fred Garson
- 2024 – Anthracite di Julius Berg